# 아랍의 봄
아랍의 봄(Arab Spring, 아랍어: الثورات العربية)은 전례가 없는 시위 운동 및 혁명의 물결로, 2010년 12월 이래 중동과 북아프리카(및 인근 지역 포함)에서 일어난 반정부 시위들이다. 알제리, 바레인, 이집트, 이란, 요르단, 리비아, 모로코, 튀니지, 예멘 등 중동(서아시아)과 북아프리카 일부 지역 모두 대규모 반정부 시위가 일어났으며, 이라크, 쿠웨이트, 모리타니, 오만, 사우디아라비아, 소말리아, 수단, 시리아에서도 규모가 작은 반정부 시위가 발생하였다.
이 반정부 시위에서는 파업 참여 운동의 지속, 데모, 행진과 대집회 뿐만 아니라, 페이스북과 트위터와 같은 소셜 미디어를 이용한 조직, 의사 소통, 인식 확대를 통해 광범한 시민의 저항 운동이 일어났다.
여러 반정부 시위 가운데 튀니지, 이집트, 예멘서의 반정부 시위는 정권 교체로 이어졌으며, 이는 혁명으로 불리게 되었다.

## 개요
북아프리카와 중동 지역을 걸쳐 나타나고 있는 시위와 시위자들의 행렬은 현재 "아랍의 봄"으로 많이 불리고 있으며 일부에서는 "아랍의 봄과 겨울"("Arab Spring and Winter"),, 아랍의 자각("Arab Awakening"),이라 불리며 "아랍인들의 반란"이라 칭하기도 한다. 모든 시위 참가자들의 인종이 아랍인으로 구분할 수는 없으나 보통 그 용어에 Arab을 포함하고 있다. 그 시초는 2010년 12월 18일 모하마드 부아지지의 경찰 부패와 이에 대한 대처법을 놓고 불거진 튀니지 시위자들의 집단 행동으로 촉발됐다. 튀니지에서의 시위 성공에 힘입어 혁명의 물결이 알제리(알제리는 현재까지 군사독재2019), 요르단 이집트, 예멘으로 먼저 퍼져나가기 시작했고. 이어 다른 국가로 퍼져나가 가장 큰 군중이 집단적으로 결집해 보통 금요일 정오 예배 이후 시위가 촉발되기에 이른다. 여러 혁명으로 인해 여러 다른 국가에도 그 영향이 일어나게 됐다.

## 배경

### 동기
여러 가지 요인이 아랍 국가들에서 발생한 일련의 시위에 직간접적으로 영향을 끼쳤다. 미국 외교관들의 기록에 따르면 독재자나 전제군주, 인권 침해, 정부의 부패, 등을 비롯해 경제 침체, 실직, 극심한 기근, 인구학적 요소 등도 시위의 발발 요인에 해당되며 고학력자가 많으나 청년 인구 중 사회적 상황에 대해 불만족을 느끼는 인구가 그만큼 많았던 이유도 해당된다. 일각에서는 2009년 이란 시위가 서쪽의 아랍 국가들로 번져 아랍의 봄을 촉발시킨 한 이유로 보기도 한다. 모든 북아프리카 국가들을 비롯해 페르시아만 국가들에서 여러 반체제 활동이 촉발된 것은 모든 부가 귀족들에게 수십년 간 집중되어 있었던 데다 부의 재분배와 부패에 더해 청년 인구들이 현 상황 유지에 대해 강한 반감을 드러내게 됐기 때문으로 풀이된다. 곡물가 급등과 세계적인 기근 또한 주요 요인으로서 해당 국가들에서 그 위험 수준이 2007-2008 세계 식량 위기 수준에 버금갈 정도였다는 사실도 작용했다. 국제사면위원회는 위키리크스에 의한 폭로(미 외교관들의 외교채널)를 주요 자극제 중 하나로 보았다.
최근 수십년간 문맹율과 삶의 질, 고등교육으로의 진학률 상승 등으로 인해 인간개발지수는 북아프리카 및 이번 사건에 영향을 받은 대부분의 국가에서 상승했다. 교육에 따른 개인의 성취욕구는 계속해서 증가했지만 정부 개혁 미비는 국민들의 화에 불을 지폈다. 많은 젊은이들은 인터넷을 이용하는 데 어려움이 없으며 서구 사회에서 공부했다. 귀족 사회와 절대 왕정이 시대착오이라는 생각을 하게 된 것이다.. 오만 대학교의 교수 알 나즈마 지달리는 청년층의 움직임을 두고 "젊은이들의 지각변동"(Youthquake)라 명명했다. 튀니지와 이집트는 거대한 시위대의 활동을 처음으로 경험한 데다 북아프리카나 중동 국가들처럼 산유국의 지위로 막대한 세입을 누리는 국가도 아니였으므로 대중을 진정시키는 데도 융통성 있는 태도를 취하는 데 서툴렀다.

### 최근의 상황
현재 전 세계적으로 이목을 집중 받은 일련의 시위 활동은 그 자체가 새로운 현상은 아니며 튀니지, 알제리, 이집트를 비롯해 서사하라 지역의 반체제 활동가들은 사회 전반에 걸친 다양한 분야에서 단체를 이루어 활동을 지속해왔다.
튀니지는 지난 수년간 계속된 분쟁 상태가 지속됐으며 2008년 가프사 탄광 지역에서는 수개월간 시위가 계속되어 관심이 증폭됐다. 이러한 시위 활동은 파업이나 동맹 분규, 연좌항의 등으로 이어졌으며 2명의 사망자를 비롯해 수십명이 체포되고 많은 사람들이 부상당했다.
이집트의 경우 노동운동이 수년간 지속돼 2004년 이후 3천 건이 넘는 분쟁이 발생했다. 중요한 시위가 2008년 4월 6일 노동자들의 집단 시위로 불거져 카이로 바로 밖에 위치하던 알 마할라 알 카브라 섬유 공장에서도 일어났다. 돌발 집단 시위가 이집트 전체로 퍼져 특별히 컴퓨터를 사용하는 젊은층 인구와 이를 지지하는 중산층 대학생들이 함께 참여하는 양상을 띠고 있다. 파업을 계획하기 위한 페이스북 페이지가 따로 개설되어 수만 명의 팔로워들이 있다. 정부는 경찰력을 동원하여 노동자들의 쟁의 행위를 없애고 파업을 일으키지 못하기 위한 조치에 착수하였다. 정부 측의 입장에서는 파업 자체를 미연에 차단하려는 수단을 강구했으나 반체제인사들은 청년활동가와 노동운동가들과 협력해 "4월 6일 위원회"를 설립했고 이들은 1월 25일 타히르 광장에서 무바라크 정권 타진 운동을 전개한 핵심 세력 중 하나가 됐다.
알제리에서는 여러 이슈와 관련된 불만이 쌓여가고 있었다. 2008년 2월 미국대사 로버트 포드는 기밀 문서에서 "알제리는 오랫동안 특정 세력에게만 유용되다시피한 정치적 상황에 대해 '불만족'스러운 느낌을 갖고 있으며 사회적 불만족이 이미 국가 전반에 퍼져있어 매주 식량 문제에 관련된 시위가 일어나고 매일 어딘가에서는 관련 분규가 일어난다; 알제리 정부는 부패한데다 견실하지도 않다"고 적었다. 일각의 출처에서는 2010년 한 해 동안 9,700건에 달하는 반동 행위 및 시위 행위가 전역에 걸쳐 일어났다고 보기도 한다. 많은 시위자들은 교육, 보건혜택 등에 대해 그 여력을 집중하고 다른 부류에서는 만연한 부패 행위에 대해 질타한다.
서사하라의 경우 데이 이지크 시위대의 거주 지역이 엘 아윤(El Aaiún)에서 남동쪽으로 12km 떨어진 곳에 위치하며 사라위족 청년들이 지휘한다. 2010년 가을 각기 다른 지역에서 시위 행위를 시작했다. 그 의도는 노동 차별행위와 실직, 자원 약탈, 인권 침해 등에 대한 총체적인 항의이다. 시위대 거주지역에는 12,000~20,000 명의 거주자가 살고 있으며 2010년 11월 8일 파괴되어 모로코 무력 세력에 의해 퇴거당했다. 청년층의 극심한 저항 행위에 이어 수도인 엘 아윤과 다른 지역으로 시위 활동이 전개돼 수많은 사상자가 생겨났으며 그 수치에 대해서는 정확히 파악되지 않았다.
현재 시위 활동의 수준이 더욱 격화되고 있는 이유로는 모하메드 부아지지 같은 개인의 분신 자살 등도 보함되며 이는 현 체제에 반발하고 있는 수많은 실직자들과 반체제 인사, 인권운동가, 노동자 및 노동조합원, 대학생과 교수, 변호사에 이르는 다양한 계층을 결집시키게 됐다.
2011년 '아랍의 봄' 이후 대부분 민주화 정부 수립에 실패하고 상황이 불안해지고 악화되면서 지중해를 건너 유럽으로 가는 난민이 급증하고 있다. 유럽연합(EU) 국경관리청(Frontex)에 따르면 2015년 9월까지만해도 유럽으로 향하는 난민의 수가 38만선이었지만 최근 2016년에 이 숫자가 약 181만명이다. 이는 유럽으로 향하는 난민의 수가 얼마나 빠르게 증가하고 있는지를 보여준다. EU 회원국 중에서도 상대적으로 취업 기회가 많고 복지 혜택이 좋은 영국, 독일 등은 폴란드, 루마니아 등 동유럽 및 남유럽 출신 이민자와 함께 난민들이 선호하는 최종 목적지다. 2011년에 시작된 바샤르 알 아사드 시리아 대통령의 폭정에 저항하는 반군과 정부군 간의 내전과 급진 수니파 무슬림 무장단체 'IS'가 여전히 시리아 영토 절반을 장악하고 있는 상황이다. 이 시리아 내전은 난민 급증의 주요 원인으로 꼽힌다. 유럽 연합(EU)는 아직 완벽한 대응을 하지 못하고 있다. 독일과 오스트리아 등 일부 난민만을 받아들였을 뿐 난민쿼터제 등에 아직 합의하지 못하고 있다.
아랍의 봄으로 성공된 나라는 사실상 튀니지 밖에 없으며, 이집트는 다시 군부 독재로 돌아갔고, 바레인은 실패된 이후 지금까지 왕정독재가 유지되고 있다. 리비아는 다시 분열되었고, 시리아는 여전히 내전이 끝나지 않고 있다. 팔레스타인 역시 2012년에 유엔에서 승인받았으나 아직까지 완전한 독립이 되진 못한 상황이다. 예멘의 경우 부족, 지역 갈등으로 인한 분열이 나타났고, 이라크 또한 종파 간의 갈등과 동시에 이슬람 극단주의자들의 테러에 시달리고 있다. 알제리의 경우, 독재가 유지되고 있으나 국민들과의 타협으로 시위가 적게 나타났고, 총선이 이루어지기도 하면서 튀니지와 더불어 그나마 상황이 나은 국가이기도 하다.
이러한 현상들을 아랍의 겨울로도 표기하기도 한다.

### 민족적 측면
많은 분석가들과 기자, 관련 정당들은 시위가 특별히 아랍 국가들에서 일어나고 있는 사실에 주목하고 있으며 특별히 시위와 모반 행위가 해당 국가들에서 극렬할 뿐만 아니라 광범위하게 일어나면서 과거 1968년 프라하의 봄처럼 아랍 국가들에도 이러한 움직임이 나타나고 있는 것으로 보고 있다. 민주화에 의식적으로 자각하게 되면서 체코슬로바키아에 민주화의 바람이 불었던 상황과 상당히 흡사하다는 것이다. 그러나 여러 언론에서는 아랍국가들에서 일어난 주요 사건에 대해 소수의 역할이 상당히 결정적인 역할을 했다고 지적했다.
튀니지에서는 유대인들의 지네 엘 아비디네 벤 알리 정부에 대한 입장에 대해 초기에는 나뉘는 입장을 보였으나 결국에는 시위 참가자들과 함께 정권 심판론에 뜻을 같이 하게 됐으며 튀니지 거주 유대인 회장은 그들 스스로를 "혁명의 일부"로 묘사했다. 이집트에 거주하는 콥트인들 또한 콥트기독교정교회의 수장인 교황 쉐누다가 시위 행렬에 참가하지 말 것을 언급했으나 적지 않은 신도들이 결국에는 정권에 반대하는 시위에 참여했다. 리비아 시민 전쟁 도중 가장 극렬한 분쟁이 일어났던 곳 중 하나는 베르베르인들이 반정권 대치 상황을 벌였던 나푸사 산맥이었으며 국토의 동쪽 절반에서 대다수의 아랍인들에게 지지를 받고 있던 인수위원회를 옹호했다. 수단에서는 북부 지역의 비이슬람교도들이 반정부 시위에 참가했다. 이라크와 시리아에서는 쿠르드 지방정부를 포함한 소수의 쿠르드족 사람들이 반정부 시위에 참여했으며 대다수가 거주하는 북쪽 지역에서는 최소 1명이 분신 자살을 시도한 것으로 보도됐다.

#### 다른 국가들의 상황
지역적 불안 상황은 아랍 국가들에만 국한되지 않았다. 북아프리카 국가들에서 나타난 초기 성공은 중동의 이란과 터키에도 영향을 끼쳐 크게 관심을 갖지 못하던 사람들에 영향을 끼쳐 사람들이 밖으로 나와서 행동하고 개혁을 강력하게 요구하기 시작했다. 2011년 이란 시위는 특별히 뉴스평론가들도 튀니지에서 촉발된 민주화 내지는 사회 개혁 요구와 일맥상통한 것으로 사건을 파악하였으며 그 뿐 아니라 중동과 북아프리카 대륙 지역 대부분에 영향을 끼쳤다. 일부 지역의 경우 아랍 국가가 아니였던데다 아랍인이 대다수를 이루지 않는 경우도 많았다. 2011년 터키 쿠르드족 시위가 대표적인 예이다.
남코카서스에 위치한 국가들 중에서는 아르메니아, 아제르바이잔, 조지아 뿐만 아니라 유럽국가 중에서는 알바니아, 크로아티아, 스페인 등지에서 영향을 받은 시위가 일어났으며 사하라 이남 국가의 경우 부르키나파소, 지부티, 우간다에서 발생했다. 아시아 대륙의 경우에서는 몰디브와 중국에서 일어났다. 시위 참가자들과 반체제 인사들은 튀니지와 이집트의 시위에서 큰 영감을 받았음을 주장하며 대중적인 시위를 시도했다.

## 시위 현황
| 나라               | 시작일                                | 상태                                                    | 결과 | 사망자 수     | 상황                        |
| ------------------ | ------------------------------------- | ------------------------------------------------------- | --- | ------------- | --------------------------- |
| 튀니지             | 2010년 12월 18일                      | · 2011년 1월 14일 정부 타도 · 2011년 3월 이후 종료      | 제인 엘아비디네 벤 알리 축출; 벤 알리지의 사우디아라비아 망명 - 간누시 총리의 사임 - 정치 경찰의 해산 - 전 집권당인 입헌민주연합 (RCD) 해체, 벤 알리와 측근들의 재산 몰수 - 정치범 석방 - 2011년 10월 23일 제헌 의회 선거 실시 | 223           | 혁명                        |
| 알제리             | 2010년 12월 28일                      | 2011년 4월 이후 소강 상태                               | - 19년 만에 비상사태 해제 | 8             | 대규모 시위                 |
| 레바논             | 2011년 2월 27일                       | 2011년 11월 종료                                        | - 임금의 40% 증가 | 17            | 반정부 시위 및 내각 교체    |
| 요르단             | 2011년 1월 14일                       | 진행 중                                                 | - 국왕 압둘라 2세가 리파이를 총리에서 물러나게 하고, 리파이 내각을 해산시킴. - 약속된 개혁이 더딘 모습이 보이자 계속해서 불만이 제기되었으며, 몇달 후 국왕 압둘라 2세는 바히트 총리와 바히트 내각을 해산시킴. | 4             | 시위 및 내각 교체           |
| 모리타니           | 2011년 1월 17일                       | 진행 중                                                 | | 3             | 소규모 시위                 |
| 수단               | 2011년 1월 17일                       | 2011년 4월 이후 진압됨                                  | - 바시르 대통령이 2015년 대선에 출마하지 않겠다고 선언. | 1             | 대규모 시위                 |
| 오만               | 2011년 1월 17일                       | 2011년 5월 종료                                         | - 술탄 카부스 빈 사이드 알사이드의 경제적 양보 - 장관 교체 - 오만 의회에 입법 권한 부여 | 2–6           | 반정부 시위 및 내각 교체    |
| 사우디아라비아     | 2011년 1월 21일                       | 동부 주에서 반정부 시위 진행 중, 여성 인권 운동 진행 중 | - 압둘라 국왕의 경제적 양보 - 남성만 2011년 9월 29일 열린 지방 선거에서 참정권을 가짐. - 압둘라 국왕이 2015년 지방 선거에서 여성의 참정권을 허용한다고 선언했으며, 슈라 위원회에도 후보를 낼 수 있도록 하겠다고 밝혔다. | 9             | 소규모 시위                 |
| 이집트             | 2011년 1월 25일                       | · 2011년 2월 11일 정권 전복 · 반정부 시위 진행 중       | 호스니 무바라크 축출; 시위대 사살에 관한 재판 진행 중 - 나지프 총리와 샤피크 총리의 사임 - 군 최고위원회에 권력 이양 - 헌법 정지, 의회 해산 - 국가보안조사부 (이집트 정보 기관) 해체 - 이집트의 전 집권당인 NDP를 해체하고, 자산을 국가로 귀속 - 무바라크와 무바라크의 가족들, 그리고 전 장관들에 대한 기소 | 846           | 혁명                        |
| 예멘               | 2011년 1월 27일                       | · 2012년 2월 27일 정권 타도 · 반정부 시위 진행 중       | 알리 압둘라 살레 축출; 살레에게 면책 특권 부여 - 무자와르 총리의 사임 - 집권당 소속 의회 의원들의 사임 - 예멘 의회에서 살레에게 면책 특권 부여 - 남부 예멘의 여러 도시에서 알카에다와 연계된 민병대 통제 - 대통령 선거에서 살레를 대신할 새로운 대통령의 선출; 압드 라부 만수르 알하디 당선 및 취임 | 1,784–1,870   | 혁명                        |
| 이라크             | 2011년 2월 10일                       | 2011년 12월 종료                                        | - 말리키 총리가 3선에 도전하지 않겠다고 선언; - 주 지사와 지역 권력자들의 사퇴 | 35            | 대규모 시위                 |
| 바레인             | 2011년 2월 14일                       | 진행 중                                                 | - 하마드 국왕의 경제적 양보 - 정치범 석방 - 시아파 대표들과의 협상 - 바레인 정부의 GCC 개입 요청 - 국가보안국 수장 해임 - BICI의 권고를 받아들여 위원회 발족 | 76            | 내부 혼란 지속 및 내각 교체 |
| 리비아             | 2011년 2월 17일                       | · 2011년 8월 23일 정권 타도 · 2011년 10월 23일 정전     | 무아마르 카다피 축출; 카다피는 국가과도위원회 세력에 의해 사망함 - 북대서양조약기구 (NATO)의 리비아 군사 개입이 종료됨. - 리비아의 모든 도시들을 시민군 세력이 장악 - 국가과도위원회가 리비아를 임시 통제 - 국가과도위원회 (NTC) 가 국제적으로 리비아의 단독 통치 기구로 인정됨. - 산발적, 소규모 전투 및 충돌 | 25,000–30,000 | 혁명                        |
| 쿠웨이트           | 2011년 2월 18일                       | 진행 중                                                 | - 나세르 무함마드 알아흐메드 알사바 총리의 사임 - 의회 해산 | 0             | 반정부 시위 및 내각 교체    |
| 모로코             | 2011년 2월 20일                       | 2011년 11월 종료                                        | - 국왕 무함마드 6세의 정치적 양보; - 헌법 개혁을 위한 개헌 투표; - 민권의 존중 및 부패의 종식 | 1             | 반정부 시위 및 내각 교체    |
| 서사하라           | 2011년 2월 26일                       | 2011년 5월 이후 소강 상태                               | | 0             | 소규모 시위                 |
| 시리아             | 2011년 3월 15일                       | 진행 중                                                 | - 정치범 석방 - 비상사태법 폐지 - 주지사 해임 - 하마, 다라, 홈스를 비롯한 여러 지역에서 군사 행동 - 홈스, 이들리브, 다라를 비롯한 많은 주에서 자유 시리아군과 시리아 정부군 사이의 교전 - 다마스쿠스와 알레포에 폭격. - 일부 의회 의원들의 사임 - 내각 사퇴 - 시리아 정부군의 대규모 이탈과 정부군·탈영병 간의 충돌 - 자유 시리아군 구성 - 시리아 국가 위원회 구성 - 아랍 연맹의 시리아의 아랍 연맹 회원국 자격 정지 조치 - 새 시리아 망명정부에 대한 국제적 지원 | 8,700-10,100  | 내전                        |
| 이스라엘 국경 지역 | 2011년 5월 15일                       | 2011년 6월 5일 종료                                     | | 30–40         | 대규모 시위                 |
| 총 사망자 집계:    | 32,000–37,800+ (국제 추정치, 진행 중) |                                                         | |               |                             |

### 북아프리카 국가

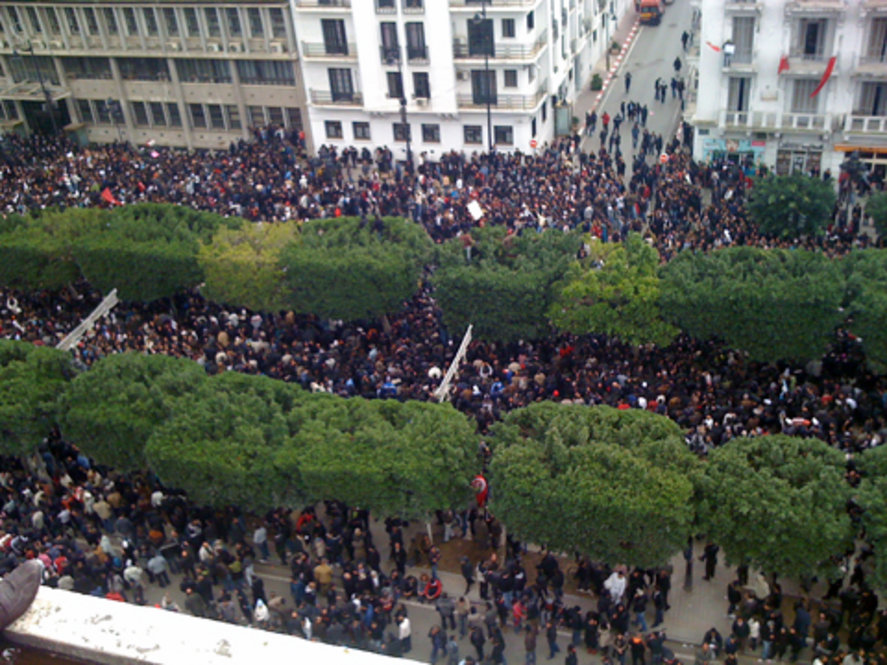
2011-01-14 튀니스 중심가 시위의 모습

#### 튀니지 혁명
모하마드 부아지지가 시디 부지드에서 분신 자살하면서 폭력적인 가두 시위가 2010년 12월에 연달아 일어났으며 결국에는 2011년 1월 14일 장기집권하던 튀니지 대통령 지네 엘 아브디네 벤 알리의 축출을 이끌어냈다. 그 시위의 원인으로는 높은 실직률과 식료품 인플레이션, 정권의 부패,발언의 자유와 정치적 자유에 대한 여러 형태에 더해 낙후된 생활조건 등으로 풀이된다. 연달아 일어난 시위 활동은 튀니지에서 30년 만에 가장 격동적인 파장을 사회·정치 전반에 걸쳐 일으켰으며 경찰력의 폭력 진압으로 인해 수십명의 사상자가 발생했다. 벤 알리는 사우디 아라비아로 도피하면서 23년 간의 장기 집권에서 몰러났다.
벤 알리가 본국을 떠나면서 비상 사태가 선포돼 연립정부가 선포됐으며 집권 정당이던 헌법민주당과 주요 장관직을 맡던 야당 인물들이 임명됐다. 그러나 야당 인사들은 선포 직후 사임했다. 날마다 계속되던 시위의 결과로 1월 27일 총리 모하마드 간누치(Mohamed Ghannouchi)는 자신을 뺀 모든 여당 인사들을 제명해 정부 개혁을 단행하는 한편 2월 6일 부로 집권 여당이던 헌법민주당의 활동도 정지됐으며 3월 9일에는 정당이 해산된다. 대중들의 시위가 계속적으로 일어나자 간누치 총리는 2월 27일 사임했고 베지 카이드 엘 세브시가 총리로 취임했다.

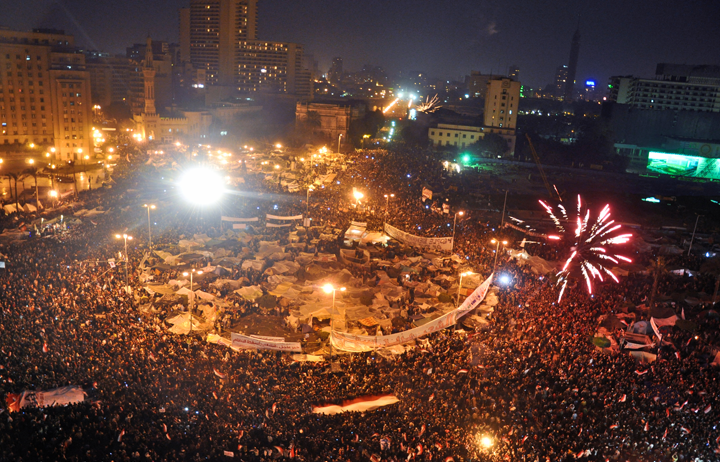
부통령 우마르 술레이만이 호스니 무바라크의 퇴임을 발표하자 타히르 광장에서 축하하는 시민들

#### 이집트 혁명
튀니지에서 정치적 불안감이 증폭되자 이집트 대권 주자로 떠오른 모하마드 엘바라데이는 자국의 주요 정치인으로 성장하면서 튀니지처럼 이집트에서도 민중의 폭발 상황이 일어날 수 있음을 미리 경고했었다.
이집트에서 일어난 시위는 1월 25일 처음 일어나 18일동안 지속됐다. 28일 자정에 시작된 시위 행위에 대해 정부는 인터넷 연결을 차단하는 데 성공했으며 소셜미디어를 통한 결집력을 차단하고자 했다. 그 날 오후에 이르자 수 만명의 시위자들이 주요 도시에서 가두 행진을 벌였으며 무바라크 대통령은 정부를 해산시키고 새 내각을 지명했다. 이 계기로 30년 만에 부통령이 임명됐으며 2월 2일 친무바라크 활동가들이 반시위 집회를 열어 폭력적인 상황으로 변질됐다. 많은 다국적 기자들 또한 피해를 겪었으며 지역 기자들 중에는 사망자도 있는 것으로 알려져 있다.
2월 10일 무바라크는 모든 대통령의 권리를 부통령 우마르 술레이만에게 양도했으나 머지 않아 집권 끝까지 대통령직은 수행할 것이라는 입장을 발표했다. 그러나 시위는 다음 날에도 계속돼 술레이만은 무바라크가 퇴진하면서 권력이 이집트군 최고위원회로 이양됐음을 선언했다. 군부는 즉시 이집트 의회를 해산하고 이집트 헌 효력을 중지시키는 한편 30년 간 지속되던 긴급조치법을 해제하기로 했다. 이집트 군부는 늦어도 8월까지 민간에 정권을 이양하겠다고 밝힌 상태이지만 이를 두고 무바라크 정권 당시의 책임을 물어 정부 부패와 인권 침해 등에 연루된 자들을 처벌하라는 비판이 드높아지고 있다. 이집트 군부는 자유·보통 선거를 늦어도 올해 안에 선거를 반드시 실시하겠다는 입장을 밝힌 상태이며 일부 시위대의 반발에 대해 과도 정부는 우려의 뜻을 밝히고 있다.
2011년 2월 21일, 영국 총리 데이비드 카메론이 이집트를 방문하면서 무바라크 퇴진 후 처음으로 이집트를 방문한 국가 원수가 됐다. 실상 총리 일행은 5시간 동안만 머물다 없었던 중동 순방 일정을 급히 추가해 떠나 언론 보도 통제가 있었다.

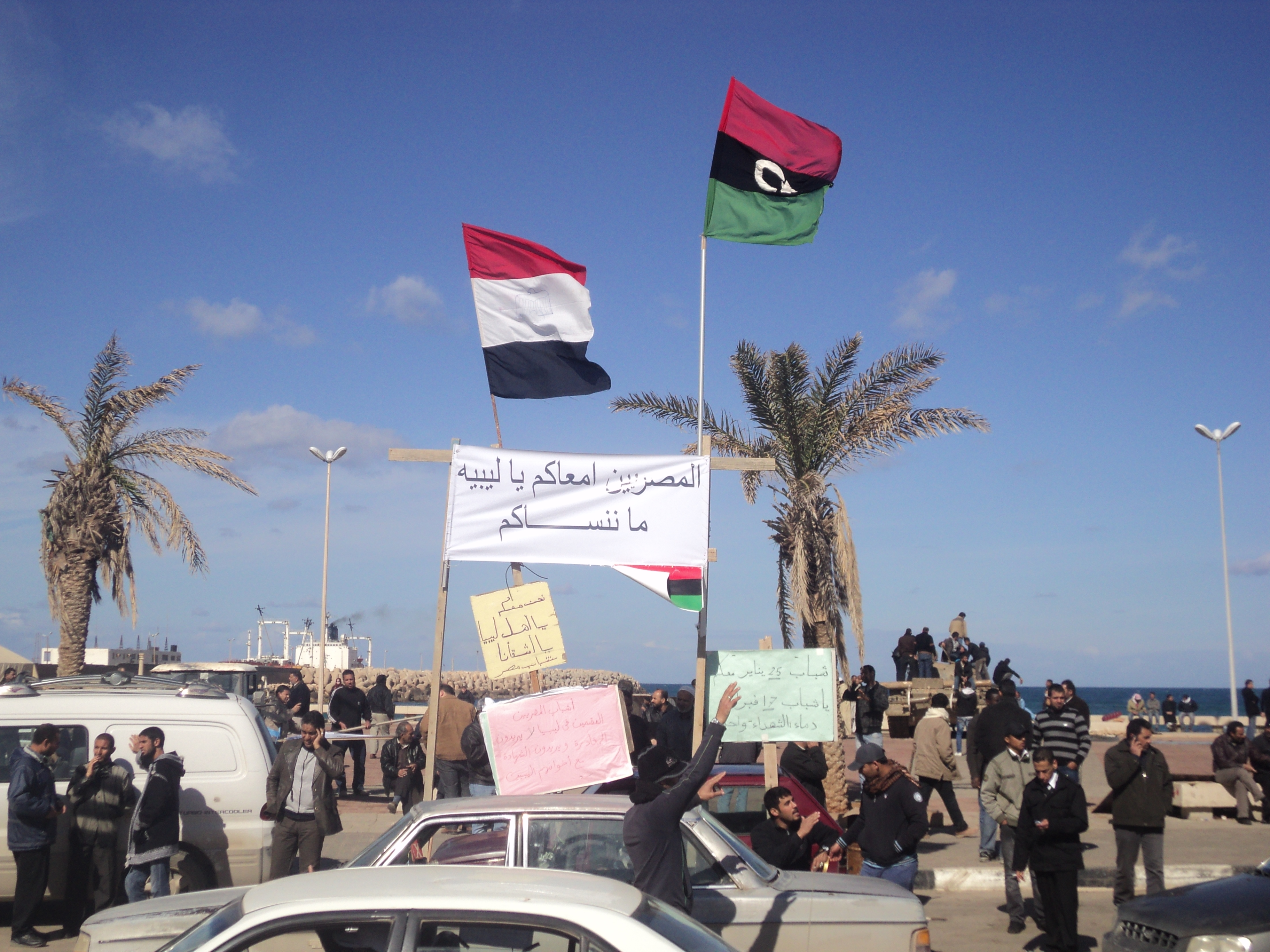
2월 리비아 시위를 지지하는 벵가지 행진 - 이집트 청년들의 모습

#### 리비아 내전
리비아 반정부시위는 2011년 2월 15일 시작됐으며 2월 18일부터는 반정권 시위대가 리비아 2대 도시인 벵가지를 점령하게 되어 내전으로 발전하였다. 정부는 정예 군부대를 파견하는 한편 수복을 위해 전방위 공세를 펼치다 쫓겨났다. 최소 6천 명 이상이 교전으로 사망한 것으로 추정한다.
2월 20일에 이르러 시위대 행진이 수도 트리폴리로 이어졌으며 무아마르 카다피의 아들인 세이프 알이슬람 카다피가 시위대에게 리비아가 내전 양상에 빠져들 수 있음을 직시해야 한다고 경고했다. 사망자가 수천명에 이를 정도로 그 수가 증가하자 국제 사회의 비난이 쇄도하면서 여러 재외공관에 근무하던 외교관들이 사임하고 정권 퇴진을 요구하게 됐다.
2011년 2월 26일 트리폴리를 탈환하려는 시위대와 반정권 인사들의 노력에 이어 무아마르 알 카다피 대령의 집권에 대해 반대하는 리비아 과도정부가 벵가지에서 출범했다.
2011년 3월 17일 유엔 결의안 제1973호가 채택되어 비행금지구역이 설정되는 한편 시민을 보호하기 위한 모든 필요한 수단을 취하기로 했다. 이틀 뒤 프랑스, 영국, 미국 정부는 정부 군 주요 시설에 폭격을 시작했다. 유럽 27개국과 중동 국가들도 곧 결의 이행에 참여했다. 벵가지를 공격하던 정부 국방력도 교외로 철수했으며 리비아 반군이 지중해 연안의 여러 도시를 연달아 다시 차지하게 됐다. 그러나 역공이 거세지면서 정부군이 다시 상당 지역을 재탈환했다. 브레가-아즈다비야 전투까지 이 상황이 계속됐으며 브레가의 경우 정부군이 차지한 반면 아즈다비야는 반군이 차지하고 있다.
이후 대치 상황은 서쪽 지역으로 옮겨갔으며 3대 도시인 미스라타가 5월 15일 나토 연합국의 공습에 힘입어 반군에 의해 함락됐다. 와진 전투 동안 리비아 정부군은 반군을 포위할 계책으로 수차례 튀니지 국경을 침범했으며 4월 29일 튀니지 군이 이에 반격하면서 국경 인근에서 군력이 철수했다.
유엔에서 결의한 비행금지구역이 급속하게 선포되자 이스라엘의 폭격이 불법적으로 북아프리카 지역에 발사돼 수단 등으로까지 폭탄이 떨어진 것으로 파악됐지만 어떠한 추가 조치도 발표된 것이 없는 실정이다.

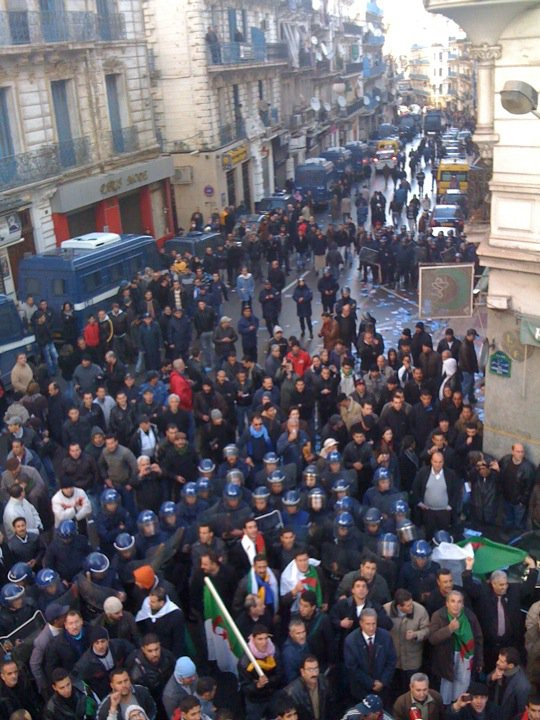
알제에서 문화민주연합(RCD)의 조직으로 반정부 시위를 하고 있다.

#### 알제리
알제리 반정부시위는 2010년 12월부터 시작하여 강권적 지배를 해 온 알제리의 대통령 압델아지즈 부테플리카에 반발하여 시위하였다.

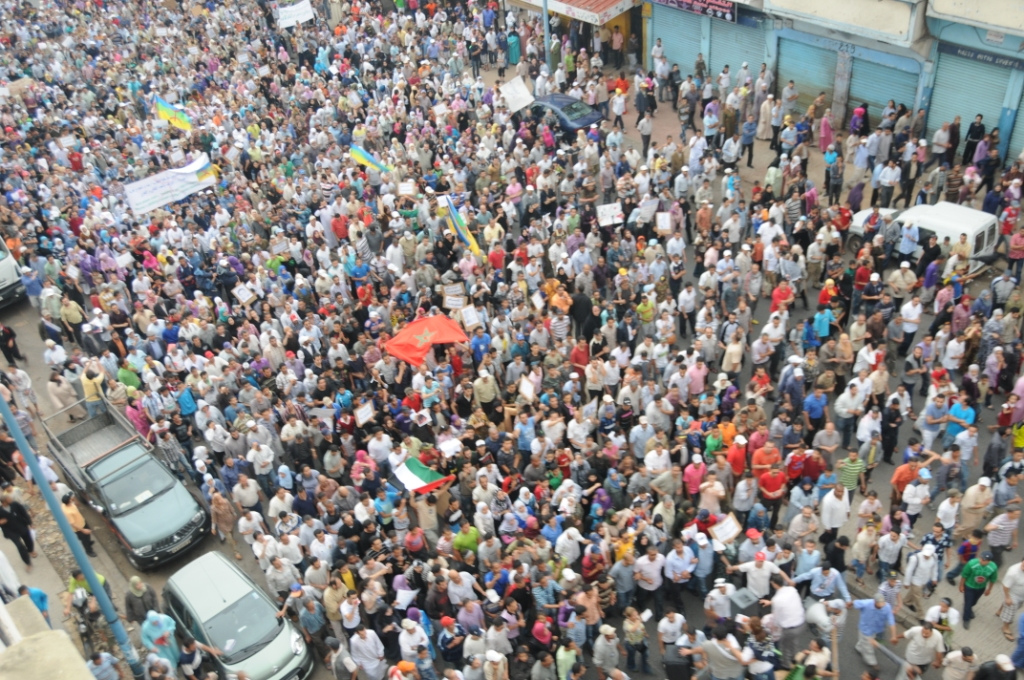
카사블랑카에 모인 수천명의 시위대

#### 모로코
튀니지와 이집트에서의 사건에 영감을 받아 최소 4명의 모로코인이 탕헤르에서 2011년 1월 30일 분신자살을 시도했다. 언론 보도에 따르면 모로코 당국 간부들은 반정부 시위가 페이스북을 통해 계획됐음을 인정했다. 같은 보고서는 2월 20일 다수의 젊은이들이 구성한 이집트식 반정부시위를 환영했다고 적었다.
2월 20일 37,000명의 모로코인이 수도 라바트로 행진하면서 국왕 모하마드의 권력 양도를 요구하고 나섰다. 여러 곳에서 일어난 시위는 왕정 타도를 목표로 하지는 않았지만 왕정은 여전히 민중의 질타를 많이 받고 있다. 첫 시위 이후 일주일 동안 진정된 기미를 보이다 2월 26일 천 명의 시위대가 카사블랑카로 집결해 정치 개혁을 요구하고 나서기도 했다.

### 서아시아 국가

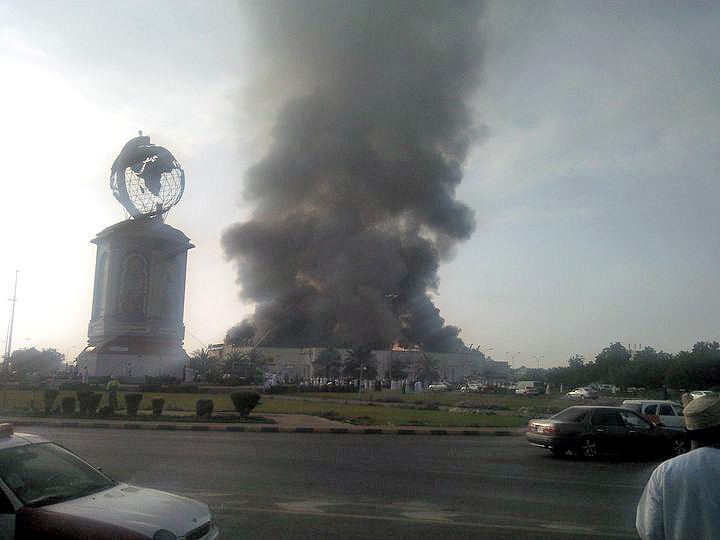
2월 28일 화재가 난 룰루 하이퍼마켓

#### 오만
오만에서는 2011년 1월 17일 200명의 시위자가 행진하면서 봉급 인상과 최저생계비 하향조정을 요구했다. 일반적으로 평온하고 민주주의의 모습이 널리 행해지지 않던 오만이라는 나라를 외신 기자들이 다시 보게 된 계기를 제공한 사건이기도 하다.
2월 18일 다시 일어난 시위는 바레인의 상황에 고무되어 일어난 것으로 350명의 시위자들이 부패 정권 타도와 석유 세입 분배율을 높일 것을 요구했으며 일부 시위자들은 술탄을 위한 지지를 호소하는 팻말을 들고 가두행진에 나서기도 했다.
소하르 시위자들은 더 많은 일자리를 요구했으며 다음 날 상점과 자동차를 태우면서 긴장이 높아지기 시작했다. 이에 따라 경찰력은 최루 가스를 뿌리며 군중을 해산하기 위한 조치에 나섰다. 살라하 지역으로도 퍼져 2월 25일 이후로 지역 주지사와 고위 간부의 집을 태운 경우도 다수 보고되고 있다.
소하르에서 일어난 시위의 목격자는 경찰이 군중을 위협하는 과정에서 고무탄 발사총기 사용으로 2명의 시위자가 사망했다고 주장했으며 파출소와 술탄이 머무르는 웨일의 집을 불태웠다는 증언도 나왔다.
오만 시위자들은 1970년부터 재위한 국왕 술탄 카부스 빈 사이드의 역할 자체를 재고해야 된다고 말하는 것은 아니며 직업 제공과 개혁을 원한다는 입장이다. 시위대들은 심지어 술탄에게 소하르 시내에서 2월 28일 격렬한 시위를 벌인 데 대해 사과까지 했다.
술탄은 경제부 해산을 감행하면서 개혁 캠페인을 지속하고 있으며 국가청문회를 여는 한편, 학생과 실직자에게 득이 될 수 있는 조치를 마련하려 하고 있어 수십명의 장관직 공무원이 사퇴하고 내각을 세 번이나 바꾼 상태다. 공공부문의 경우 거의 5만 개에 가까운 직업이 생기며 왕실 오만 경찰직으로 약 만 명이 취업할 수 있을 것으로 보인다. 오만 인력부는 공기업을 포함한 사기업에까지 국가 채용 계획을 타진하기로 했다. 오만 왕실군 또한 신문 광고 등의 방법을 통해 직원 채용에 착수했다.

#### 시리아
시리아 반정부 시위는 1월 26일, 분신 자살의 소식이 들리면서 시작됐다. 시위대는 정치 개혁과 인권에 대한 재인식은 물론 1963년 이후 지속적으로 유지되던 계엄령 해제를 요구하고 나섰다. "격노의 날"이 2월 4-5일 발표됐지만 큰 반향을 이끌어내지는 못했다.
3월 15일 수천명의 시위대가 다마스쿠스, 알레포, 다라, 데이르에조르, 하마 등지에서 활동을 시작했으며 최근 수해르 아타시가 비공식 대변인으로 활동하기 시작했다. 다음 날 진압으로 3000명 이상이 체포되고 몇 명의 순교자가 발생했으나 그 수치는 정확히 밝혀진 바가 없다.
3월 16일 율법가와 활동가, 작가, 언론인, 대학생, 체포된 사람들의 가족들이 시리아 내무부 건물 앞에서 시위를 열었으며 시리아 경찰력이 강압 해산하는 과정에서 25명을 체포했다. 이 수치를 32명으로 보기도 하며 수헤르 아타시, 카말 체이코 등 일부 활동가들은 석방됐다. 시리아 내무부 대변인은 시위대가 존재하지 않았으며 대통령 바샤르 알아사드가 이를 지지했다고 말했다.
3월 18일 수 천명이 대도시에 모여 금요 예배가 끝난 뒤 '신이시여, 시리아, 자유 그것이면 족합니다'라는 노래를 부르며 정권 비호 노래인 '신이시여, 시리아, 바샤르 그것이면 족합니다'라는 노랫말을 대적하는 말로 불리기 시작했다. 다마스쿠스에서 오마야드 모스크를 뚫고 들어온 군병력이 시위대를 폭력적으로 다루어 여러 사람이 부상 당하고 체포됐다. 다라 시민들은 시리아 대통령의 사촌인 라미 마크루프에 대항하는 노랫말을 불렀으며 경찰력은 헬리콥터와 물폭탄을 사용해 맞섰다. 최소 3명이 사망한 것으로 알려졌다.
3월 29일 내각이 총 사퇴했으며 4월 1일 수 천명의 시위대가 몰려 "순교도의 금요일"을 기리는 행진을 진행했으며 정부는 새 총리를 지명하는 한편 한 발 물러난 자세를 취하기 시작했다. AFP 통신의 말에 따르면 전날 밤 바하르 아사드 대통령이 전 농업부 장관이었던 아델 사파르를 불러 새 정부를 출범시키고자 한다는 뜻을 밝혔으며 이에 따라 그가 신임 총리가 됐다. 정부 측의 입장으로서는 모든 네트워크망이 단절되었고 시위대는 두마 시위 도중 사망한 사람들의 첫 장례식을 치르려던 참이었다. 4월 8일 "저항의 금요일"이라는 이름으로 수 천의 시위대가 각 도시에서 행진하였으며 홈스와 다마스쿠스 등지에서는 그 규모가 특히 컸다. 그 날에만 총격전으로 최소 37명이 사망한 것으로 집계됐다.
아사드 대통령에 대한 찬, 반 행렬이 4월 2일과 4월 16일 각각 열렸으며 4월 15일 수 만에 달하는 시위대가 다시 봉기했으며 다마스쿠스 쟁탈 목적으로만 5만 건이 넘는 시위가 일어났다. 알 아사드 대통령은 1차 만료된 계엄령을 다시 선포하겠다는 선언을 발표했으며
계엄령 선포로 시위대를 진정시킬 수 있었던 것은 아니여서 4월 22일 시위 가운데 가장 극렬한 사건이 일어났으며 수 만명의 시민이 길거리로 뛰쳐나와 시위 및 가두행진을 벌였고 이를 바탕으로 보도된 것으로만 100명이 넘는 사람들이 사망했다. 23일에 사망자 장례식이 시리아 전역에서 일어났으나 저격수들의 공격으로 장례식 와중에도 많은 사람들이 죽었다. 그날 밤 활동가의 자택 침입으로 여러 가정이 침입 당했으며 보도 자료로만 200명이 넘는 사람들이 이틀 동안 체포됐다.
4월 25일 탱크와 전투병, 저격수가 다라로 투입돼 25명을 살육했으며 수력, 전력, 전선 모두 단절된 가운데 요르단 국경도 봉쇄됐다.
5월 6일 "불복종의 날"이 선포되자 6대 도시에서 시위대가 활동하기 시작했으며 정부는 즉각 탄압에 나서 26명이 사망하고 홈스 시의 경우 최악의 유혈사태가 발생한다.
5월 8일에도 탄압이 계속되어 수 백명의 시위 책임자와 활동가가 체포됐으며 홈스, 다라, 바니아스를 비롯해 다마스쿠스 외곽에서 열렸으며 전 부통령 조카인 압둘 하림 카담도 이에 참여했다. 국영 매체는 바이나스 진압 사태가 무장 테러리스트를 겨냥한 것이었다며 시위대에 강압을 행사하지 않았다고 밝혔다.

#### 바레인
바레인에서 열린 2011년 시위는 초기에 정치적 자유와 인권 보호를 위한 목적으로 시도됐으며 군주제 타도를 의도한 것은 아니었다. 대다수의 시아파가 수니파의 정권 하에 지배받고 있다는 사실에 바레인 국민들은 좌절하고 있었고 반대로 이집트와 튀니지 국민들은 이에 더욱 영감을 받아 시위를 주도하게 됐다. 시위는 2월 14일 시작했으며 전투 경찰들이 2월 17일 밤 시위대를 상대로 공격을 감행할 때까지는 평온했다. 시위자들은 마나마에 있는 펄 로터리에서 취침 중이었으며 기습 공격으로 3명의 시위대원이 사망했다. 극심한 진압 이후 시위대의 목적은 바레인 군주제 폐지로 바뀌게 됐다.
2011년 2월 18일 6명의 시위자가 사망하고 수백명이 다쳤으며 사망자 수는 바레인 경찰과 군대가 군중을 최루가스로 흩뜨리려는 시도를 하면서 급속도로 많아졌다. 바레인 군 탱크가 동원돼 펄 로터리를 차단하고 마나마로의 입출구 자체를 봉쇄했으며 이에 따라 바레인 타히르 광장으로 가두시위하려던 시민들의 계획도 무산됐다. 때문에 마나마 내부 병원에는 사망한 시민들의 시신이 여전히 방치돼 있으며 머무르고 있는 시민들의 추모 행렬이 이어졌다.
폭력적인 진압이 계속되자 시위자들의 바람은 왕정 타도와 더불어 총리 퇴진으로까지 확대됐다. 2월 19일 정부군이 시위대와 추모 행렬, 기자들에 대한 방화를 일쌈기까지 했으며 이튿날 철수명령을 내리자 시위대가 다시 펄 광장 일대를 점거하기 시작했다.
2월 22일 10만 명이 넘는 사람들(추산치)이 행진을 시작했으며 3월 14일 왕자가 걸프협력회의 군 파견을 요청하면서 군력이 국경을 넘어 들어오게 되어 시위대에 방화를 저질러 많은 사람들이 사망했다. 이에 따라 2011년 이라크 봉기 때 많은 사람들이 병력 투입에 대해 항의하는 뜻을 밝혔으며 바레인으로의 병력 투입에 항의하는 뜻을 가진 사람들이 사우디아바리아의 동쪽에 위치한 카티프에서도 시위를 벌였다.
바레인 국왕 하마드 빈 이사 알할리파는 시위 물결이 전국적으로 퍼지게 되자 군활동을 다시 전개할 것을 요청했으며 3월 15일 3개월 동안의 긴급사태를 선포했다. 3개월이 거의 지나자 6월 1일 긴급사태가 다시 발표된 상태다. 3월 16일 시위자들의 집합소이던 펄 로터리의 캠프들이 철거되고 불도저로 파괴됐으며 바레인 전투요원과 전투경찰, 연합방위군(Peninsula Shield Force)이 이에 참여했다. 3월 18일 오후 늦게, 시위자 탄압의 일환으로 시위대가 세운 기념비 또한 파괴됐다.
6월 1일 법령으로 긴급사태가 다시 선포되자 시아파가 거주하는 마을 곳곳에는 대규모 행진이 발생해 억류된 사람들을 석방하고 정치적 표현의 자유를 허용하며 종파 차별을 철파하라는 뜻을 밝히게 됐다. 의료진이 현재 파견되어 시위 도중 다친 부상자 치료에 애쓰고 있다.

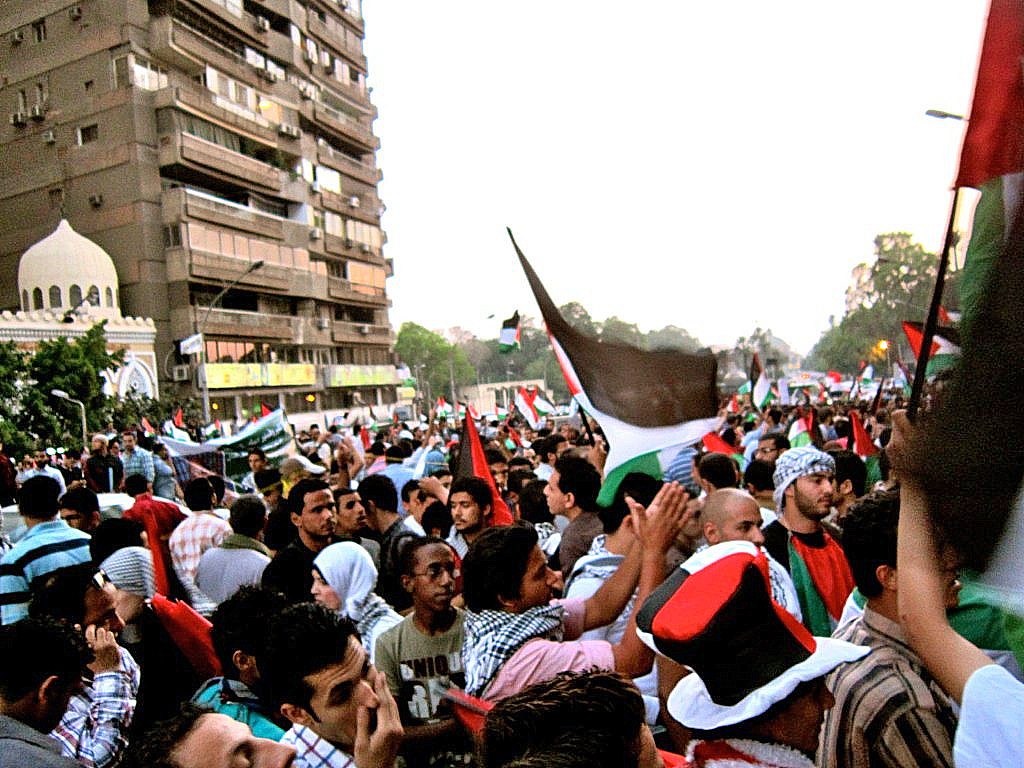
카이로에서 열린 팔레스타인 해방 시위

#### 이스라엘 국경
아랍 국가들에서 열린 봉기와 일련의 혁명에 자극을 받은 팔레스타인인들도 페이스북을 통해 2011년 5월 15일 나크바의 날에 시위활동을 전개했다. 5월 15일 3차 팔레스타인 인티파다를 주장하고 나선 웹 페이지는 이스라엘 정부가 폭력 활동을 조장한다는 이유로 페이스북에 공식 항의한 3월 말 이전까지 35만 표 이상의 지지표를 얻었다. 웹페이지 운동 전개로 대중적인 행진이 팔레스타인은 물론 이집트, 레바논, 시리아, 요르단에서 나크바를 기억하자는 취지로 열렸으며 팔레스타인 난민 모두를 위한 영토 찾기 운동도 함께 전개됐다. 이집트, 요르단, 레바논, 시리아, 가자 지구, 요르단강 서안 지구 등 각 지역에서 모인 팔레스타인 사람들은 이스라엘 국경으로 행진하고자 했으나 이스라엘 정부의 강력 진압에 따라 12명이 총상으로 사망했다. 300명 이상의 사람들이 다쳤으며 13명의 이스라엘 군인도 포함됐다. 합병된 예루살렘 동쪽 지역에서도 크고 작은 충돌이 일어났다.
2011년 6월 5일, 23명의 시리아 시위대가 시위 도중 사망하고 수백명이 이스라엘 치안 병력의 공격으로 다쳤다. 이들은 논란이 되고 있는 골란고원 점령에 대해 영유권 주장 시위를 벌이던 도중이었다. 사망자 중에는 12살의 소년도 포함됐다. 대안으로 수 천명의 사람들이 골란고원 근처에 앉아 농성을 벌였으며 이에 따라 시리아 정부는 더 많은 사람들의 피해를 막고자 완충지대를 설정해 치안 보호 지역을 공표하여 국경지대로의 접근을 금하도록 했다.

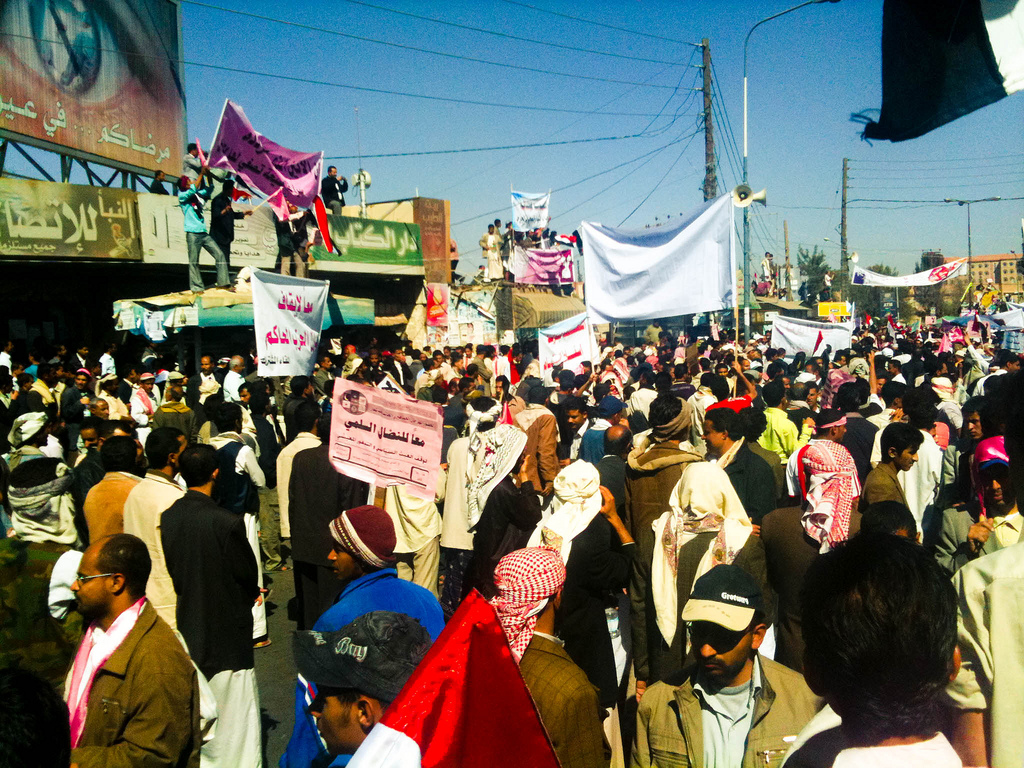
사나에서 열린 2월 3일 시위

#### 예멘 봉기
남북 모두에서 1월 중순 이후로 시위가 일어났으며 처음으로는 예멘 헌법 개정과 실직 및 경제상황 해결에 대한 문제를 두고 시위가 일어났다. 부패에 대한 비판도 있었으나  시위대의 주장은 곧 대통령 알리 압둘라 살레의 사임 요구, 그는 2009년부터 내부 측근으로부터까지 비판을 받고 있는 상태였다. 1월 27일 사나에서 16,000명 이상이 모인 대규모 시위가 일어났으며 예멘 인권활동가와 정치인 타와켈 카르만은 "격노의 날"을 2월 3일 열자고 결의한다. 신화뉴스에 따르면 백만명에 이르는 시위자들이 참여해야한다는 뜻을 보였으며 계획된 시위에 따라 살레 정권은 그가 2013년 선거에 출마할 뜻이 없다는 말로 대신했다.
"화의 금요일"이 2월 18일 열려 수만명의 예멘 사람들이 반정부 시위를 사나, 타이즈, 아덴에서 열렸으며, 수도 사나에서는 정부청사와 대통령궁으로 사람들이 행진하기 시작한다. 반정부 슬로건을 들고 전투경찰의 공격을 뚫고 이룬 일이었다. 3명이 사망했으며 그 중 1명은 손으로 던진 수류탄에 맞아 죽었다. 아덴의 시위 상황을 보도한 기사에 따르면 밤새 농성을 하던 중 시위자들이 정부 건물에 방화해 1명이 공격으로 사망했다고 한다.
2월 19일 총기 발사로 1명이 사망하고 5명이 다치자 수천 명의 시위자들이 사나에서 모여 9일째 시위를 시작했다.
3월 8일에는 군부대 일부도 시위대와 뜻을 같이했으며 대략 1백만 명의 사람들이 남부 예멘에서 봉기를 시작했으며 대통령 호위부대가 1명을 살해하고 여러 명이 부상당했다.
3월 11일에 "양보 없는 금요일"로 불이는 시위가 사나에서 일어나면서 대통령을 축출하자는 시위가 일어난다. 3명이 사망하고 많은 사람들 또한 알 무칼라 등지에서 활동했다. 이곳에서도 한 명이 사망한다.
예멘 의회와 내각은 반대통령 시위에 따른 여파로 주요 인물이 상당 부분 사임한 상태다. 3월 23일, 사태의 심각성이 사그라들지 않자, 예멘 의회는 계엄령을 선포하고 헌정을 중지했으며 이를 놓고 뜨거운 논쟁이 지속된다.
4월 23일, 걸프 협력회의의 중재안에 따라 살레 대통령은 실각하는 대신, 시위 진압 과정에 대해서는 면책권을 얻게 된다. 그러나 후에, 살레 대통령이 조서 승인을 하지 않으면서 야당 측에서는 집권 여당의 술수로 꾸며진 계약이라며 이를 승인하는 것 자체를 거부하게 된다.
6월 5일, 살레 대통령이 사우디아라비아에서 치료를 받고자 떠났으며 영부인을 비롯한 35명의 가족과 함께 떠났다. 그는 조국에 다시 돌아오지 않을 것으로 보인다고 BBC가 보도했다.

#### 레바논
레바논에서는 수 백명의 시위대가 베이루트에서 행진을 시작하면서 시위가 시작됐으며 2월 27일 시작된 행진을 두고 "라이시테 행진"이라고 부르기도 한다. 라이시테는 정교분리 원칙과 흡사한 개념을 지닌 레바논의 정치 제도로서 이를 개혁하라는 목소리가 높다. 동시에 시돈에서 평화로운 시위가 일어났다. 3월 13일, 3월 14일 연맹 지지 세력 수만이 행진하면서 베이루트의 헤즈볼라 무장 해제를 요구하고 나섰으며 정치적인 목적으로 헤즈볼라의 이익을 행사하지 말라는 뜻을 외치기 시작했다. 또한 시위대는 레바논 특별 재판소에 대한 지지의 뜻도 밝혔으며 이에 대적하는 헤즈볼라의 3월 8일 연맹은 특별 재판소에 대한 협조를 거부하려 시도하고 있다.

#### 요르단
2011년 1월 14일 수도 암만과 만, 알 카락, 소트, 이르비드 등지에서 시위가 시작됐다. 노동조합원과 좌파 지지자들이 참여한 시위는 금요 예배 이후에 시작되었으며 총리 사미르 리파이의 사임을 요구하였다. 이슬람형제단과 14개의 노동조합은 의회 앞에서 15일에도 앉은 채로 시위를 진행하겠다며 정부의 경제 정책을 규탄한다고 선언했다. 시위에 이어 정부는 유가 상승폭을 줄이기 위한 대응책을 내놓았지만 1월 21일 암만에서만 5천 명이 시위에 참가했으며 경제 회복을 풀어보려는 미봉책도 어려움에 직면한다.
2월 1일, 요르단 왕실이 기자회견을 열자 국왕 압둘라는 가두 시위를 빌미로 내각을 해산했으며 전 육군 참모총장인 마루프 알 바키트가 새 내각을 구성할 것을 요청했다. 국왕은 바키트에게 "신속하고, 구체적이며 실증적인 방법으로 정치 개혁을 시작하라"는 명령을 내린 것으로 알려졌으며 또한 요르단의 민주주의를 강화하며 국민들이 누릴 수 있는 존엄한 삶이 이뤄질 수 있도록 해당 방안이 제공되어야 한다고 말했다. 이러한 조치는 시위 활동을 멈추지 못했으며 2월 25일에만 6천 명~1만 명에 달하는 사람들이 참가한 것으로 알려졌다. 시위대 집행부는 학생들이 지휘하고 있으며 정치 개혁을 요구하며 3월 24일 암만의 중심거리, 가말 압델 나세르 광장에 캠프를 열었으나 다음 날 친정부 세력이 시위대와 충돌하면서 최소 1명이 숨지고 100명이 넘는 부상자가 발생해 진압 과정에서 경찰력이 투입됐다. 요르단에서는 충돌과 경찰의 개입이 전형이 되어가고 있으며 대규모 시위가 암만 중심에서 7월 15일 계획되었지만 친정부 지지자들의 격렬한 반대로 흐지부지되었다. 2011년 7월 이후로도 계속 시위가 지속되고 있다.

#### 이라크
이라크는 아랍의 시위 사태가 거세지자 총리인 누리 알말리키에 대한 반정부 시위를 하였는데, 결국 총리는 2014년에 이뤄질 총선에 대해 3선 출마를 하지 않을 것이라고 밝혔다.

### 지부티
지부티에서는 3월부터 아랍의 봄 영향을 받아 시위가 시작되었다. 현재 대통령인 오마르 굴레아에 대한 반정부 시위가 이러지고 있으며 3선을 위해 헌법을 고치기까지 하였다.

### 영향을 받은 국가
·  쿠웨이트의 사바흐 알 아흐마드 에미르는 모든 시민에게 무료 음식 배급을 하는 한편 1,000 디나르(약 4천 달러)를 지급했다. 공식적으로 지급된 금액은 이라크에 점령됐다가 독립한지 20년이 되고, 영국으로부터 독립한 지 50주년이 되는 해를 기념한 것이다. 실질적으로 국적이 없는 베두인 사람들이 2월 19일부터 쿠웨이트에서 시위에 착수했으며 야당 세력은 3월 8일 시위를 계획한다.
6월이 되자 수 백명의 쿠웨이트 사람들이 반정부 시위에 참여하기 시작했으며 총리의 사임을 요구하고 나섰다. 아버지가 쿠웨이트 대학 교수인 바셈이라는 10살 소년이 "왜 이곳에서는 혁명을 하지 않나요?"라는 질문을 하자 교육 기회를 박탈당했다. 혁명 행위를 촉발시켰다는 이유로 아이의 발언이 도마에 오르자 민중의 반응은 극도로 회의적이었고 비난이 쇄도하면서 아이는 몇 주 후, 다시 학교를 다닐 수 있게 되었다. 머지 않아, 군주제에 호의적이지 않던 의회가 가족들의 공적펀드 운용에 대한 잘못과 부패, 비효율성에 대해 지적하고 나서면서 쿠웨이트 전역에 위기가 드높아지게 되는 결과를 초래한다.
 · 모리타니에서는 야쿱 울드 다후드가 시위 중 분신자살했다. 그는 1월 17일 대통령궁 앞에서 열린 시위에 참가했으며 모리타니아 대통령 모하마드에 항의하는 뜻이었다. 다음주가 되자 수백명의 사람들이 수도 누악쇼트에서 결집해 시위를 시작했다. 아웨프트 시의 시장인 모하메드 알 목타르 울드 엘메옌 아마르는 여당에서 탈당했으며 그 사유를 "젊은이들의 생각을 지지하고자"라 밝혔다. 수도 이외에도 아타르, 알레그 등지의 도시에서 산발적인 시위가 일어났으며 경제적 혜택을 제공하겠다는 정부측의 방침에도 불구하고 4월 25일 다시 시위대가 거리로 나와 총리 제인 울드 제이다네의 사임을 요구하고 나섰다.
 ·  카타르에서는 "자유 혁명, 3월 16일의 카타르"라는 슬로건을 들고 시위가 일어났으며 시위에는 페이스북이 사용되어 에미르 하마드 빈 칼리파 알 타니에 반대하는 움직임이 계획됐다. 그러나 2월 18일, 해당 웹페이지가 전부 정권 찬양 내용으로 바뀌었으며 혁명에 관련한 주 페이지는 전부 삭제됐다. 그러나 대규모의 충돌이 일어난 것으로는 알려진 바가 없으며 카타르 언론들은 카타르 혁명 참가자들이 시리아의 철권 통치자인 바샤르 알 아사드 친성향이고 그에 대한 비판 보도를 보낸 알자지라 방송에 비판적인 것으로 보아 친시리아 성향이라 보도했다.
 · 사우디아라비아에서는 수 백명이 시위를 했으며 홍수 이후 제다의 인프라 구축을 요구하는 목적이 그 시초이다. 동시에 웹 사으로 주요 정치, 경제 개혁하는 목소리가 높아져 2월 5일에는 40명의 여성이 재판 없이 구류된 수감자 석방을 주장하며 시위에 나섰다. 2월 말과 3월 초에는 북동부에서 시위가 지속적으로 일어났으며 대부분 카티프, 호푸프, 리야드 등에서 일어났다. 3월 5일 북동부 지역의 치안경비가 강화된 가운데 리야드, 제다에는 전면적으로 경찰력이 배치됐다. 3월 11일 시위를 막기 위한 방편이었으며 사실 하루 전 3명이 카티프의 경찰력과 충돌 과정에서 부상당한 사건이 있었다. 그럼에도 불구하고 수감자 석방을 요구하는 시위가 내무부 앞에서 3월 12일 재개됐다
 · 서사하라에서는 사라위족 청년들이 노동 차별, 실직, 자원 약탈, 인권 침해 철폐를 주장하며 시위를 시작했다. 2010년 10월부터 시작됐다 11월에 수그러들었던 시위는 다른 지역의 시위에 영향을 받아 다시 시작됐다. 노암 체스키는 10월의 서사하라 시위가 현재 만연한 아랍의 봄 열기의 초기에 해당하는 것으로 볼 수 있다고 평한 바 있다.
 · 수단에서는 2011년 수단 시위가 1월 30일과 2월 1일 시작됐으며 수백명의 사람들이 대통령 오마르 알바시르에 대한 퇴진을 요구하고 나섰다. 2월 21일 대통령은 2015년 총선에 출마하지 않겠다는 뜻을 밝혔다.
 · 아랍에미리트 연합에서는 지식인 집단이 연방정부평의회에 대한 총체적인 개혁을 요구하고 나섰으며 참정권을 모두에게 개방하라는 요구를 하고 있다. 이 청원서에는 160명 정도가 서명했으며 대부분 지식인 계층에 속한다. 4월 12일, 저명한 블로거이자 민주주의 옹호 활동가인 아메드 만수르가 알코올 소지 혐의로 체포됐다. 그의 변호인에 따르면 2명의 다른 활동가가 며칠 전부터 억류되어 있었으며 이를 경찰 측이 거부하고 있는 것으로 알려졌다. 5월 정부는 감시 카메라 확충과 함께 폭동 감시 체제에 돌입한 것으로 알려졌다.
 · 팔레스타인에 대해서는 이스라엘의 유력 일간지 하레츠가 2월 1일 팔레스타인 선거에 대한 반정부 시위에 따른 것으로 이집트에서 시위가 열렸다고 말했다. 2월 14일 아랍 국가 전역에서 팔레스타인 총리 살람 파야드에게 개혁을 요구했으며 팔레스타인 자치기구의 총리 살람 마야드에게 사임할 것을 요구했다. 이는 그의 내각 모두를 놓고 한 말이었다.

## 국제사회의 반응
수많은 아랍 국가에서 시위대의 활동을 강압적으로 억누르자 국제적인 비난이 쇄도하기 시작했다. 그러나 이에 대해서는 예외적인 경우도 있다.
튀니지를 과거에 다스렸던 프랑스 정부는 튀니지 정부가 2011년 1월 튀니지 혁명 전에 시위대를 강제 해산하려는 시도를 보이자 지네 엘 아비디네 벤 알리 대통령을 공개 비난하기를 거부하고 나선다. 미쉘 알리오 말리(Michèle Alliot-Marie) 프랑스 외무장관은 프랑스가 "가르침을 주는 자세를 취해서는 안 된다"는 입장을 밝혔으며 농업부 장관은 튀니지 대통령에 대해 "빈번하게 그 역량에 대해 지적을 받는 사람이지만 그가 이룬 업적도 적지 않다"고 말한 바 있다. 프랑스 정부는 이후 리비아에서 반카다피 활동을 지지하여 무아마르 엘 카다피 대령에 대해서도 반대활동을 벌였으며 이후 안전보장이사회에서 영국, 레바논과 함께 성공적인 로비활동을 이뤄냈다. 이를 통해 리비아 군사 작전 개시의 명분을 얻게 된다. 한편, 리비아 내전으로 인해 리비아 정부와 외교관계를 단절한 첫 국가는 페루였다.
이란 정부는 이집트 정부의 혁명 대처법에 대해 맹비난하고 나섰으며 바레인 정부가 시아파가 주류로 이끌던 시위대를 진압하자 불편한 기색을 내비쳤다. 그러나 시리아 대통령 바샤르 알아사드가 2011년 시리아 봉기에 대해 폭력적 진압을 가한 데 대해서는 침묵했다. 미국 정부는 시리아 정부에 대해 이란이 진압 가능한 수단을 제공했을 가능성이 있다고 판단하고 있다.
반대로 리비아 과도국가위원회의 첫 "주요 동맹"으로는 카타르가 반 카다피, 혁명지원세력으로 떠올라 개혁정부로 자치를 선언한 리비아 공화국을 지지하고 나섰다. 실제로 카타르 왕실이 소유한 알자지라 방송은 카다피 반대 논조를 줄곧 내보냈으며 속내에 대해서는 리비아에 조금 더 순응적인 정부를 세우려는 의도이 것으로 파악된다. 연합국이 군사개입이 시작되자 카타르는 전투기와 병력까지 보낸 바 있다. 그러나 한편으로는 걸프협력회의에 대해 지지를 표명하면서 이웃나라인 바레인에 붉어진 반정부 시위 진압을 위해 연합방위군이 임무를 수행하도록 지원했다.
모로코 정부는 시위 과정에서 많은 사상자가 발생하는 한편 모로코가 행정력을 뻗고 있는 서사하라의 남부지역(Southern Provinces)에서도 많은 피해가 일어났지만 미국 정부의 찬사를 받았다. 그러나 튀니지, 리비아는 맹렬한 비난을 받았으며 이집트, 바레인, 시리아, 예멘의 경우 시위대와 격돌하는 과정에서 많은 질타를 받았다.

### 세계 경제
중동과 북아프리카에 주요 산유국이 많이 포진하고 있기에 정치적 불안 상황은 유가 폭등에 적잖은 영향을 끼쳤다. IMF는 이에 따라 2011년 유가가 더 오를 것으로 예상하는 한편 식료품 가격도 연달아 오를 것으로 내다 봤다. 더군다나 유럽 국가들의 입장에서는 이집트의 수에즈 운하에 관련된 문제까지 불거지면서 선적 비용은 물론 유가상승에까지 불을 짚이고 있다.
세계은행이 6월에 내놓은 2011년 세계 경제 전망(Global Economic Prospects)은 각국에서 일어나고 있는 사회적 치안 불안 상황으로 인해 1% 이상 성장률이 떨어질 것으로 전망했다. 이집트와 튀니지의 경우 당초 예상치보다 3% 혹은 그 이상 성장률이 떨어질 수도 있을 것으로 보인다.(참조 : 지역 경제 전망 요약 각국 예상치).

### 언론 보도
알자지라 방송은 이번 사태를 계기로 국제적 찬사를 받아 반대로 각국 정부를 자극하게 됐다. 미 국부장관인 힐러리 로댐 클린턴은 "알 자지라가 문자 그대로 사람들의 마음과 태도를 바꾸는 일을 이끌어내고 있으며 그게 좋든 싫든 간에 효과적이었던 것으로 보인다"고 평하면서 "실제로 미국 내 알자지라 방송의 시청률이 그 현실성(real) 덕분에 오르고 있으며 여러분이 믿지 않을 지는 모르지만 그저 앉아서 수백만 개의 광고를 보는 대신 시시각각 전해지는 실제 사실을 접하게 됐다..."고 전했다.
이번 상황에 대해서 소셜미디어의 역할도 상당히 컸던 점이 큰 주목을 받은 바 있다. 한 이집트 활동가가 시위 중 트위터로 전한 바를 따온다면 "우리는 시위 일정을 잡기 위해 페이스북을 사용하고 그 조정을 트위터로 하며 세계에 우리의 생각을 펼치기 위해서는 유튜브를 사용합니다."라 말했다. 인터넷 검열 또한 주요 쟁점 사안으로서 대부분의 정부가 국토 전체를 거의 오프라인 상태로 만들어버렸기 때문에 논란의 대상으로 떠오르게 됐다.
아랍 국가들에서 시위에 따른 정권 교체가 일어날 가능성을 측정하기 위해 이코노미스트 연구소는 "Shoe-Thrower's index"라는 고유의 지표를 만들어 냈다. 그 이름의 유래는 보통 아랍 국가에서 비난 혹은 시위의 표시로 행하는 행위로서 "신발을 던지는 행위"가 나타나기 때문이다. 그 지표에 따르면 예멘의 경우가 정권 교체의 가능성이 가장 높으며 카타르는 가능성이 가장 낮은 것으로 나타났다. 지표에서는 취임 시기와 현재 국정 상황, 청년층 인구 비율, GDP, 민주주의 지수, 정치 부패, 언론의 자유가 포함된다. BBC의 경우 "치안 불안 지수"를 분석을 위해 도입했다.
월스트리트저널의 알렌 매티치는 "폭동 지수"를 "사회적 불평등, 폭동 경향, 유발 요소"에 기초해 만들어내 각국의 시위 활동 가능성에 대해 분석했다. 그는 이 방법이 계량 경제학의 척도를 정확하게 도입하지는 않아 원론적인 방법에 불과하다는 사실은 시인했다. 지수에는 케냐 등 아프리카 국가가 최상위를 차지했으며 인도네시아, 필리핀 등도 10위 안에 올랐다.

### 국제 사회의 대응에 대한 비판
슬라보예 지젝과 로버트 피스크를 포함한 학자, 평론가들은 각국에서 일어난 시위나 봉기, 혁명으로 터진 아랍의 봄에 대해 서방 세계의 정부들이 대처하는 법이 위선적이라고 지적했다. 지젝은 특별히 "서구 사회가 바라본 이집트 사태와 튀니지 혁명은 얼마나 빈번하게 위선과 냉소주의가 일어나고 있는지"를 보여준다고 지적했다. 호스니 무바라크 전 이집트 대통령에 대해 물었을 때 슬라보예는 미국 대통령 버락 오바마의 태도에 대해 지적했다. "권위적인 통치자"라고 무바라크를 생각하냐는 BBC의 질문에 대해 오바마 대통령은 무바라크 대통령을 만난 적이 없으며 "동맹이라는 이름을 붙여서도 안 될 정도"이긴 하지만 (과거) "많은 점에서 미국의 혈맹"이자 "해당 지역 국가들의 안정을 유지하게 하는 힘"이라 칭했다.
오스트레일리아 기자이자 다큐멘터리 감독인 존 필거는 힐러리 클린턴 미 국무장관의 독선이 "휘황찬란한 위선"(spectacular hypocrisy)이라고 말하면서 시위대를 체포하고 표현의 자유를 박탈하려 시도한 해당 국가의 정부에 대해 강한 비난을 보냈지만 정작 미국 정부가 사건에 대한 진실을 이야기하고 반체제를 독려하는 인터넷 사이트를 차단하려 하는 것에 대해서는 일언반구도 하지 않았음을 지적했다.
아일랜드의 기자 패트릭 콕번 또한 나토의 리비아 군사개입에 대해서 바레인의 야만적인 시위 진압에 대해서는 침묵했으면서 군사행동까지 개시했다는 사실이 상당히 위선적인 일이라고 표현했다. 한편 바레인에서 일어난 인권 탄압과 사회안전망의 붕괴에 대해 서방 세계 지도자들이 단 한 마디도 하지 않았던 사실에 대해서 상대적으로 적은 관심이라며 비난하는 목소리도 있다.
미국 국적의 언론인인 제레미 스카일은 미군의 미사일 폭격이 리비아에 비오듯 시작되기 하루 전 알리 압둘라 살레 정권이 극도로 평화적인 시위에 참가한 50명이 넘는 사람들 학살하는 광경을 목격했다고 말했다. 예멘은 미국 정부의 강력한 비호를 받고 있었다. 후에 오바마 행정부는 살레 대통령이 부통령에게 정권을 넘기고 다원적 민주주의를 꾀할 것을 요구하고 나섰다. 그러나 리비아의 시위대가 처한 상황에 대해 즉각적인 대응을 취하여 국제 사회에 공공연한 지원을 이끌어낸 것과는 확연히 달라 게을러 보일 정도였으며 그 대응방식이 비판 대상이 됐다. 미국 정부가 2009-2010년 사이 예멘에 대한 군사 지원을 두 배 이상 늘린 대목과 연관이 있는 부분이다.
영국 외무장관 윌리엄 헤이그가 관련 정부들이 시위대를 억압하는 행위를 중지하고 민주적인 개혁을 포괄적으로 실시해야 한다는 뜻을 2011년 2월 12일 밝혔으며 이에 대해 노암 촘스키는 "미국과 동맹들은 진정한 민주주의가 아랍 세계에 퍼지는 것을 막기 위해 무슨 짓이든 할 것이다. 그 이유는 매우 간단하다. 해당 지역에서 대다수의 국민들이 미국을 자국의 이익에 대적하는 세력으로 생각하기 때문이다."라고 의견을 피력한 바 있다. 2011년 2월 21일 영국 총리 데이비드 카메론이 무바라크의 퇴임 10일 후 이집트에 처음으로 방문하자 총리 수행단은 다른 중동 방문 일정을 만들어 떠났다. 이후에 총리는 "단지 우리가 모든 곳의 이에 대해 관여할 수는 없지만 우리가 어떤 곳의 상황에 간섭해서는 안 되는 것은 아니다"라는 말을 했다. 이에 대해 비평가 요한 하리는 "세계 도처의 시민들에게 끔찍한 피해를 '우리'(영국)가 끼치고 있으면서 단순히 다른 국가의 어떤 행태가 우리의 행동처럼 자행되고 있다는 이유로 막으려 든다면 그것은 온당치 못하다."고 말했다.

## 영향
아랍의 봄은 5월 23일 시작된 2011년 벨라루스 시위에 영향을 끼쳤으며 시위대는 유럽의 마지막 독재자로 알려진 알략산드르 루카셴카 대통령의 인권침해와 경제 침체에 대해 비난하고 나섰다. 미국 위스콘신주 매디슨에서도 특히 이집트 혁명의 영향을 받은 시민들의 시위가 대단위로 일어났으며 주지사를 "호스니 워커"로 불렀다. 주요 도시의 광장에서 열린 각국의 시위와 비슷하게 스페인에서도 대중들의 시위가 일어났다. 아랍 국가에서 일어난 시위와 비슷하게 일어났다고 볼 수 있는 그리스 시위 사태의 경우 유럽중앙은행, 국제통화기금 등지에서 다량의 부채를 지면서 경제 위기가 닥치자 일어난 것으로 아랍 국가들의 상황과 유사점이 있다.

## 같이 보기
- 아랍 반란: 1차 세계대전(1916-18) 중 오스만 제국에 대항한 아랍인들의 반란
- 동유럽 혁명
- 1848년 혁명: 프랑스 혁명 이후 유럽 전역에서 일어난 혁명의 움직임
- 2018년 아랍 시위(2018-2024년): "신 아랍의 봄"으로도 불린다.